# Кашина дел Пођо (Комо)
Кашина дел Пођо је насеље у Италији у округу Комо, региону Ломбардија.
Према процени из 2011. у насељу је живело 17 становника. Насеље се налази на надморској висини од 289 м.